# Copperopolis
Copperopolis es un lugar designado por el censo ubicado en el condado de Calaveras en el estado estadounidense de California. En el año 2000 tenía una población de 2.363 habitantes y una densidad poblacional de 41.2 personas por km².

## Geografía
Copperopolis se encuentra ubicado en las coordenadas 37°58′52″N 120°38′31″O / 37.98111, -120.64194. Según la Oficina del Censo, la ciudad tiene un área total de 57,4 km² (22,2 mi²), de la cual 55,7 km² (21,5 mi²) es tierra y 1,7 km² (0,7 mi²) (2.89%) es agua.

## Demografía
Según la Oficina del Censo en 2000 los ingresos medios por hogar en la localidad eran de $41,677, y los ingresos medios por familia eran $46,339. Los hombres tenían unos ingresos medios de $42,125 frente a los $30,833 para las mujeres. La renta per cápita para la localidad era de $23,530. Alrededor del 12.4% de la población estaban por debajo del umbral de pobreza.